# Tad Szulc
Tadeusz Witold Szulc (25. července 1926 Varšava – 21. května 2001 Washington D.C.) byl americký novinář a spisovatel polského původu.

## Životopis
Szulc byl synem Seweryna a Janiny Szulcových. V roce 1941 emigroval do Brazílie a v roce 1949 se odstěhoval do New York City. Ve Washington D.C. byl Szulc korespondentem New York Times v letech 1953 až 1972.
6. dubna 1961 napsal Szulc článek, v kterém předpověděl invazi v zátoce Sviní, která proběhla o devět dní později. O tuto zprávu se později osobně zajímal prezident Kennedy.
Tadeusz Witold Szulc zemřel na následky rakoviny jater a plic. Byl ženatý a měl syna a dceru.

## Dílo
- Pope John Paul II.: the biography, Pocket Books, New York 1996, ISBN 0-671-00047-0.
- Fidel: a critical portrait, Morrow, New York 1986, ISBN 0-688-04645-2.
- To kill the Pope: an ecclesiastical thriller, Scribner, New York 2000, ISBN 0-684-83781-1.
- Chopin in Paris: the life and times of the great composer, A Lisa Drew Book/Scribner, New York 1998, ISBN 0-306-80933-8.